# Gransjöberget, Vansbro kommun
Gransjöberget är ett naturreservat kring toppen och östra sidan av berget med samma namn i Vansbro kommun i Dalarnas län.
Området är naturskyddat sedan 1998 och är 109 hektar stort. Reservatet består av granar och några enstaka rönnar, björkar och tallar.
De hus som finns inom naturreservatet är gamla fädbodvallar, dock ej längre några “levande” vallar med djurhållning men man håller dock hårt på gamla traditioner.